# Fuerzas Revolucionarias Populares Lorenzo Zelaya
Las Fuerzas Populares Revolucionarias Lorenzo Zelaya (acortada comúnmente como FPR-LZ), fueron un movimiento político-militar clandestino hondureño formado en 1980 por exmilitantes del movimiento estudiantil y popular hondureño y exmilitantes de distintas organizaciones políticas del país. Estaban inspirados por la Revolución Nicaragüense de 1979 y la lucha revolucionaria en El Salvador y Guatemala y a diferencia de los partidos comunistas tradicionales en ese momento abogaban por la lucha armada para la toma del poder, incluyendo la guerra o lucha de guerrilla.urbana y rural. 
Las FRP-LZ dejaron la lucha armada y depusieron las armas en una amnistía creada por el gobierno, en octubre de 1991, llegando a ser considerada una de las organizaciones guerrilleras más importantes y activas del país.
Según algunos medios estadounidenses, los remanentes del grupo dejaron de estar activos cerca de 1996.

## Historia

### Inicios
El movimiento nació a inicios de los años 80´s, nombre proviene del joven campesino Lorenzo Zelaya, asesinado en 1965 en las montañas del Jute, Departamento de Yoro. En sus inicios, el mayor baluarte del FPRLZ consistía en un trabajo político en la costa norte de Honduras con obreros y campesinos, estudiantes y maestros, comenzando sus primeros ataques a finales de 1980.
El 23 de septiembre de 1981, el FRP-LZ se adjudicó un ataque contra asesores militares estadounidenses, las cuales dejó como saldo dos contratistas heridos. EL FRP-LZ siguió su seguidilla de atentados explosivos de poco poder.

### Aumento de actividades
No fue hasta el 4 de agosto de 1982, cuando el FRP-LZ se adjudicó un triple ataque contra oficinas de empresas estadounidenses y salvadoreñas, esto en la ciudad de Tegucigalpa, que además de daños materiales dejó como saldo diez civiles heridos. Además de este ataque, el FRP-LZ siguió con su actividad armada.
El 4 de noviembre del mismo año, el FRP-LZ se adjudicó un cuádruple ataque en varios edificios en Tegucigalpa. Al día siguiente, el grupo se adjudicó tres ataques contra empresas estadounidenses, causando importantes daños materiales.  El 4 de marzo de 1984, un explosivo de bajo poder detonó en la embajada guatemalteca en Honduras, dejando daños leves, esto en respuesta a la ejecución de seis hombres en Guatemala (entre ellos un hondureño).
El grupo tuvo lapsos de inactividad, pero siguió con sus ataques durante la década de los 80´s. Algunos ataques relevantes del FRP-LZ fue la explosión que daño una tienda departamental en Tegucigalpa en abril de 1987, o el ataque contra miembros de la Policía Nacional de Honduras que dejó como saldo dos oficiales muertos. El 17 de julio de 1988, un grupo de 4 soldados estadounidenses fueron heridos cuando un explosivo casero detonó contra ellos cuando se encontraban saliendo en un club nocturno en San Pedro Sula. Los soldados sufrieron el ataque cuando se encontraban en su horario de descanso, además de sufrir solo heridas leves.

### Últimos años
El FPR-LZ sostuvo relaciones con la Fuerzas Populares de Liberación de El Salvador, y luego con el también salvadoreño Frente Farabundo Martí para la Liberación Nacional (FMLN), fusionándose en 1990 con otras tendencias para crear el Partido Renovación Patriótica.  
Como principal enemigo del FPRLZ se encontraba el general Gustavo Álvarez Martínez (asesinado en 1989 por el grupo guerrillero Chinchoneros),
Álvarez Martínez conformó el grupo de inteligencia Batallón 3-16, encargado de combatir con el apoyo de los Estados Unidos, a las fuerzas de los disidentes, amparándose en la doctrina de conflictos de baja intensidad, torturando y «desapareciendo» (asesinando sin juicio legal) no solo a luchadores sociales y de derechos humanos, sino también a opositores políticos.Mucho se ha dicho sobre las supuestamente escasas acciones militares del FPRLZ, puesto que su mayor mérito fue político, ya que a partir del colapso de la Unión Soviética y con la política de retorno y amnistía aplicada por el gobierno de Rafael Leonardo Callejas, las FPRLZ decidieron desmovilizarse publicando comunicados de prensa, agregando a esto que ya existían divergencias en su interior al asumir el mando el Comandante Pablo (por haber sido abatido el Comandante Trinidad, número 2 dentro del mando de las FPRLZ y responsable de asuntos financieros (Fredy Nolazco), junto con su compañera Ana (Hilda Rosa Cerrato) en San Pedro Sula). 
Al momento de su asesinato los militares sustrajeron más de un millón de dólares que servían para el sostenimiento de la organización, formación política e ideológica, y alfabetización. Así como también el asesinato de Juan Ángel Caballero, responsable de asuntos obrero-campesinos junto a Roberto Ortiz, responsable de asuntos estudiantiles. Los cuatro fueron asesinados por el Ejército de Honduras. También se supone que el escuadrón de la muerte 3 16 liderado por Billy Joya asesinó a Miguel Ángel Pavón, responsable de DDHH y de asuntos legislativos junto a Moisés Landaverde, responsable de asuntos magisteriales. Eso era el comando Central de las FPRLZ. De todos solo quedaron el Comandante Pablo y Elena responsable de asuntos internacionales. Trini, Chito y Gonzalo formaban parte de una célula responsable de alfabetización para fortalecer la capacidad de gestión de los miembros de las organizaciones campesinas, especialmente la CNTC y la ANACH. Gonzalo era el responsable público de ese proyecto dirigido desde el IHDER (Instituto Hondureño de Desarrollo Rural).
El aniquilamiento de la dirección de las FPRLZ no fue fortuito, sino producto de un trabajo de espionaje (infiltración y delación) donde el más sospechoso es el Comandante Pablo. 
Después de esto, parte de sus integrantes alineados a Pablo se unieron a sectores de izquierda y fundaron la Unificación Democrática, mientras que otros se adhirieron al Partido Liberal y otros continuaron su camino en la vida civil. Un gran número de compatriotas salieron al exilio quienes en su mayoría fueron expulsados y abandonados, en algunos casos  familias enteras. De la dirección de las  FPRLZ solo quedó ( Elena y Comandante Pablo ) la cosa era deshacerse de toda la militancia para negociar a sus anchas con Callejas y Oswaldo Ramos Soto. 
Con el golpe de Estado del 2009 la UD se integró al FNRP  quienes después de los acuerdos de Cartagena integraron el Partido LIBRE.